# زنبق شبه‌کاذب
زنبق شبه‌کاذب (نام علمی: Iris pseudonotha) نام یک گونه از سرده زنبق است.